# San Giovanni Battista de La Salle
San Giovanni Battista de La Salle ou Capela de São João Batista de La Salle é uma capela de Roma, Itália, localizada no rione Campo de Marte, na via Alibert (e na Via San Sebastianello). É dedicada a São João Batista de La Salle, fundador da ordem dos Irmãos das Escolas Cristãs.
Esta igreja foi construída no final do século XIX por Ciriaco Baschieri Salvatore para servir ao Colégio de San Giuseppe dos Irmãos das Escolas Cristãs. Atualmente está incorporada ao complexo da escola, mas continua sendo uma igreja anexa na paróquia de San Giacomo in Augusta.
Os afrescos da abside, do teto, do arco triunfal e das paredes laterais foram terminadas em 1888 e são de Luigi Fontana.